# Ficción subterránea

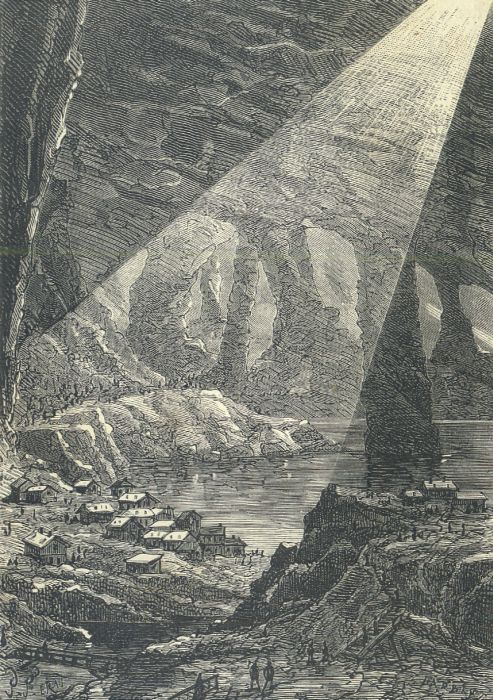
Ilustración de una ciudad subterránea ficticia de "Las Indias negras" por Jules Férat.

La ficción subterránea es un subgénero de ficción de aventura, ciencia ficción, o fantasía qué se enfoca en ambientes subterráneos ficticios, a veces en el centro de la Tierra u otro espacio profundo bajo la superficie. El género está basado en, y también a influido sobre, la teoría de la Tierra hueca. Los trabajos más tempranos en el género fueron trabajos filosóficos o alegóricos de la era de la Ilustración, en qué el encuadre subterráneo era a menudo en gran parte incidental. En el siglo XIX tardío, sin embargo, motivos más pseudocientíficos o de ficción protociencia obtuvieron predominio. Los temas comunes han incluido una representación de dichos mundos subterráneos como más primitivos que la superficie, tanto culturalmente, tecnológicamente o biológicamente, o en alguna combinación de los mismos. Los casos anteriores normalmente ven el ambiente utilizado como escenario para la ficción de espada y brujería, mientras que el último a menudo presenta críptidos o criaturas extintas actualmente en la superficie, como dinosaurios o humanos arcaicos. Un tema menos frecuente tiene a mundos subterráneos mucho más tecnológicamente adelantado que las civilizaciones halladas en la superficie, típicamente ya sea como el refugio de una civilización perdida, o (más raramente) como base secreta para alienígenas espaciales.

## Literatura

Mapa del mundo interior, de La diosa de Atvatabar (1892)

- En el poema Inferno de la Divina comedia de Dante Alighieri, el infierno se retrata como una caverna vasta y el narrador viaja a través del centro de la Tierra y sale fuera del otro lado hacia el Purgatorio.
- En la novela Nicolai Klimii iter subterraneum de 1741 de Ludvig Holberg, Nicolai Klim cae dentro de una cueva mientras practicaba espeleología y pasaría varios años viviendo tanto en un globo más pequeño dentro y en el interior de la corteza exterior.
- Icosaméron de 1788 de Giacomo Casanova es una historia de 1.800 páginas que abarca cinco volúmenes sobre una hermana y hermano quiénes caen al interior de la Tierra y descubren una utopía subterránea llamada Mégamicres, habitada por una raza de enanos multicolor y hermafroditas.
- Una obra temprana de ciencia ficción llamada Symzonia: A Voyage of Discovery por un tal "Capitán Adam Seaborn" apareció en impresión en 1820. En la historia, el Capitán Seaborn dirige un grupo de viajeros a la superficie interior cóncava de la Tierra. Allí, descubren un continente interior, el cual nombran Symzonia en honor a John Cleves Symmes, Jr. La historia evidentemente reflejó las ideas de Symmes, y algunos han declarado que Symmes sería el autor real. Otros investigadores dicen que satiriza intencionadamente las ideas de Symmes, y piensan que han identificado a su autor como un autor estadounidense temprano llamado Nathaniel Ames (véase Lang, Hans-Joachim y Benjamin Lease. "The Authorship of Symzonia: The Case for Nathanial Ames" New England Quarterly, junio 1975, página 241–252).
- El cuento corto satírico "Improbable Tall-Tale, or Journey to the Center of the Earth" (1825) del autor Faddéi Bulgarin  describe tres países subterráneos: Ignorantia (poblado por arañas), Beastland (poblado por simios), y Lightonia (poblado por humanos, con una capital llamada Utopia).
- Edgar Allan Poe parece referirse a la idea Symmesiana de un canal vacío entre los polos en su novela La narración de Arthur Gordon Pym de Nantucket de 1838 y su cuento corto "Manuscrito hallado en una botella" de 1833.
- A pesar de que es a menudo sugerido que Julio Verne utilizó la idea de una Tierra parcialmente vacía en su novela Viaje al centro de la Tierra de 1864, sus personajes de hecho descienden sólo 87 millas debajo la superficie, donde encuentran un mar subterráneo que ocupa una caverna aproximadamente del tamaño de Europa.[1] No hay ninguna indicación en la novela que indique que Verne pretendía sugerir que la Tierra era hueca en cualquier manera, ya sea parcialmente o de otra forma.
- La novela Las aventuras de Alicia en el país de las maravillas de 1865 de Lewis Carroll fue titulada originalmente como Alice's Adventures Under Ground.
- La novela The Coming Race de 1871 de Edward Bulwer-Lytton era un reporte sobre Vril-ya, una raza maestra angelical subterránea.
- La novela God's Sons (1873) de Louis Jacolliot está acreditada como el origen de la palabra A(s)gartha.
- Mizora (1880–81) de Mary Lane combina el tema de la Tierra hueca con feminismo.
- La novela A Strange Manuscript Found in a Copper Cylinder de James De Mille, publicada en 1888 pero escrita con anterioridad a la muerte del autor en 1880, describe una Tierra subterránea con valores invertidos.[2]
- Pantaletta: A Romance of Sheheland por Mrs. J. Wood (1882)
- George Sand utilizó la idea en su novela Laura, Voyage dans le Cristal de 1884, en donde monstruos grotescos son encontrados en el interior de la Tierra.
- Interior World: A Romance Illustrating a New Hypothesis of Terrestrial Organization por Washington L. Tower (1885)
- "Mission de l'Inde en Europe" de Alexandre Santo-Yves d'Alveydre estuvo publicada en 1886 como una historia "verdadera" sobre Agartha. Él la retiró de impresión y fue publicada otra vez por Gérard Encausse en 1910.
- La novela de ciencia ficción La Diosa de Atvatabar (1892) de William R. Bradshaw  es una fantasía utópica ambientada dentro de la Tierra hueca.
- Land of the Changing Sun (1894) de Will N. Harben es una fantasía utópica ambientada dentro de una caverna ancha de 100 millas encontrada bajo el Océano Atlántico unos 200 años previos y poblada. Los habitantes que se establecieron allí encontraron la atmósfera muy rejuvenecedora, y también construyeron un sol cambiante artificial para iluminar su mundo. Dos pilotos de globos aerostáticos, un estadounidense y un inglés, descubren este mundo de manera improvista.
- Etidorhpa (1895) por John Uri Lloyd está ambientada dentro de una Tierra hueca.
- En Underground Man (1896) (de título francés original Fragments d'Histoire Future), la única obra literaria del sociólogo Gabriel Tarde, la humanidad huye de una segunda era de hielo apocalíptica ahondando bajo la superficie de la Tierra y reformando la sociedad con el Arte como su valor central.
- La novela El Secreto de la Tierra de 1899 de Charles Willing Beale narra la aventura de dos hermanos quiénes construyen una aeronave anti-gravedad y viajan al interior de la Tierra hueca. Allí encuentran muchas razas perdidas, y aprenden que la humanidad se originó en la Tierra hueca, pero que aquellos que eran subversivos fueron exiliados de la Tierra hueca. Ellos entonces salen por medio de una abertura en el Polo Sur y su nave cae en una isla en el Pacífico Sur, desde donde envían un registro de sus aventuras qué formaron la novela.
- El concepto estuvo mencionado en el cuento corto "El Monstruo de Lago LaMetrie" de 1899 de Wardon Allan Curtis.
- En NEQUA o El Problema de las Edades, se hace una visita con un barco de navegación a Altruria, una sociedad dentro de la Tierra. Esta novela de ciencia ficción utópica feminista fue publicada en 1900 en Topeka Kansas. Jack Adams, que figuraba como el autor, era un pseudónimo para A. O. Grigsby y Mary P. Lowe, ambos editores de periódicos.
- El Reino Nome subterráneo está presentado en varios de los Libros de Oz por L. Frank Baum, notablemente Ozma de Oz (1907), Dorothy y el Brujo en Oz (1908) y Tik-Tok de Oz (1914).
- La novela de ciencia ficción The Smoky God (1908) de Willis George Emerson relata las aventuras de Olaf Jansen, quién viajó al interior de la Tierra y encontró una civilización avanzada.
- Edgar Rice Burroughs escribió historias de aventura (comenzando con En el núcleo de la Tierra en 1914) ambientadas en el mundo interior de Pellucidar, incluyendo en una ocasión una visita de su personaje Tarzan. El Pellucidar de Burroughs contiene océanos en la superficie exterior que corresponde a los continentes en la superficie interior y viceversa. Pellucidar está iluminado por un sol miniatura suspendido en el centro de la esfera vacía, así que es perpetuamente elevado cuando uno esta en Pellucidar. La excepción única es la región directamente bajo una luna geoestacionaria minúscula del sol interno; aquella región como resultado esta bajo un eclipse perpetuo y está conocida como la Tierra de Sombra Terrible. Esta luna tiene su propia flora y (presumiblemente) vida animal, y por ello, tendría su atmósfera propia o comparte la de Pellucidar.
- El geólogo ruso Vladímir Óbruchev utiliza el concepto de la Tierra hueca en su novela científica Plutonia de 1915 para guiar al lector a través de varias de las épocas geológicas del planeta Tierra.
- The World Below por el autor de ciencia ficción británico S. Fowler Wright era una novela importante de 1929, e importante en la historia de ciencia ficción como puente entre la novela científica y la era pulp. Está ambientada en un futuro lejano donde la raza dominante de la Tierra vive casi enteramente de manera subterránea.
- Una Tierra llena de túneles artificiales aparece en el cuento corto "Tumithak de los Pasillos" de 1930 de Charles R. Tanner.
- Morgo The Mighty por Sean O'Larkin fue serializada en The Popular Magazine en 1930. Presentaba las aventuras de un protagonista similar a Tarzan en una red de cavernas gigantas debajo del Himalaya. Esas cuevas están gobernadas por un mago encapuchado y poblado por humanos primitivos, murciélagos inteligentes gigantes, hormigas guerreras gigantas y gallinas asesinas gigantes.
- Tam, Son of the Tiger de 1931 por Otis Adelbert Kline presenta las aventuras de Tam (otro protagonista similar a Tarzan) en un mundo subterráneo ubicado debajo de Asia.
- La novela In Carverns Below (1935) por Stanton A. Coblentz postula que existe una red poblada extensa de cavernas subyacentes a la Cuenca y provincia de Gama en el suroeste estadounidense.
- La novela The Secret People (1935) por John Wyndham presenta a unos prisioneros mantenidos cautivos en un laberinto de cuevas por una raza antigua de pigmeos que habitan bajo el desierto del Desierto del Sahara.
- En los libros de la Tierra Media por J.R.R. Tolkien, el reino de Angband y su predecesor Utumno están ubicados en lo profundo del subterráneo, bajo las montañas llamadas Ered Engrin; son el hogar de los Orcos, monstruos y Morgoth el Señor Oscuro. También, los Enanos e incluso los Elfos viven en áreas subterráneas– los reinos subterráneos de Moria y Erebor y ciudades como Nargothrond y Menegroth desempeñan una función importante en estas historias.
- Mientras investigaba un túmulo embrujado en Oklahoma, el protagonista de la novela El montículo de H. P. Lovecraft descubre los registros de un explorador español sobre sus viajes a una civilización subterránea llamada K'nyan.
- Las historias The Shaver Mystery de Richard Sharpe tratan sobre civilizaciones antiguas todavía viviendo en cavernas debajo la superficie de Tierra.
- La novela La silla de plata de 1953 (parte de Las Crónicas de Narnia) de C. S. Lewis tiene lugar en parte en Underland, un reino subterráneo que conspira para conquistar Narnia. En un punto, se señala que la Dama de la Saya Verde intenta aplicar un lavado de cerebro a los protagonistas para que crean que el mundo en la superficie de la Tierra no existe.
- La novela El tercer ojo (1956) por Tuesday Lobsang Rampa menciona contactos con seres avanzados que viven en el centro de la Tierra.
- El fin del túnel (también conocida por el título La cueva de Cornelius) (1959), por Paul Capon. Cuatro chicos en Inglaterra quedan atrapados en una cueva por un derrumbe, y por seguir hacia el interior de la cueva, encuentran una civilización olvidada.
- Dark Universe (1961) por Daniel F. Galouyees una novela de ciencia ficción posapocalíptica donde dos clanes viven en el áreas subterráneas profundas y son descendientes de humanos que huyeron de una guerra antigua.
- Ciudad del Primer Tiempo (1975) por G.J. Barrett. Supervivientes británicos de un holocausto atómico se aventuran bajo a la Tierra a través de una serie de cuevas y se encuentran con otras dos razas, sobrevivientes de extinciones anteriores.
- Visages Immobiles (1983) por Raymond Abellio. Habiendo descubierto que Nueva York fue construida encima de una cavidad vacía gigantesca, un arquitecto ingenia un plan para construir una ciudad subterránea abajo Manhattan. El ambiente subterráneo entonces deviene en el escenario de una batalla apocalíptica entre un clarividente y un terrorista internacional.
- Una Tierra hueca se ve representada en la novela juvenil El Reino Subterráneo (1983) de la serie Elige tu propia aventura.
- La historia de la teoría de Tierra hueca es explorada en la novela Foucault's Pendulum de 1988 de Umberto Eco, junto a una gama amplia de otras teorías pseudo-científicas y teorías de conspiración.
- La novela The Hollow Earth (1990) de Rudy Rucker presenta a Edgar Allan Poe y sus ideas. Rucker declara en un epílogo haber transcrito la novela de un manuscrito en la biblioteca de la Universidad de Virginia; el número de llamada dado es el de una copia de Symzonia.
- La trilogía El elfo oscuro (1990–1991) por R. A. Salvatore fue el primer libro de los Reinos Olvidados en describir el mundo subterráneo de los Elfos Oscuros, llamado Underdark. Esto ayudó mucho para popularizar ambientes de mundos subterráneos entre los juegos de rol de fantasía.
- La novela Indiana Jones and the Hollow Earth (1997) por Max McCoy se expande sobre la leyenda de una civilización avanzada en el interior de la Tierra.
- Reliquary (1997) por Douglas Preston y Lincoln Child presenta una civilización subterránea de humanos debajo de Manhattan.
- Downsiders (1999) de Neal Shusterman es una historia donde un chico joven que vive debajo de Nueva York en una comunidad secreta, desarrolla curiosidad sobre la superficie y entonces la aventura sobreviene.
- El cuento corto "Black as the Pit, From Pole to Pole" por Howard Waldrop y Steven Utley continúa el viaje del monstruo de Frankenstein  a través de una Tierra hueca.
- En la novela The Descent y su secuela Deeper de 2007, un laberinto vasto de los túneles y los pasos subyacentes bajo la Tierra están habitados por una especie brutal de homínidos degenerados que alguna vez fue civilizada, Homo Hadalis.
- La novela Abducción (2000) por Robin Cook incluye el concepto de un tercer mundo bajo el mar llamó "Interterra."
- La serie Artemis Fowl (2001–2012) de Eoin Colfer se enfoca en los delitos cometidos por o contra las razas de hadas quiénes viven debajo de la corteza de la Tierra en una sociedad tecnológicamente adelantada.
- Underland (2002) por Mick Farren tiene al héroe de vampiro Victor Renquist viajando a una Tierra hueca poblada por científicos nazis, gente lagarto proto-científicas subyugados, y una raza de pseudo-vampiros adictos a los hongos.
- La ciudad de la oscuridad (2003) y sus secuelas por Jeanne DuPrau describen una ciudad subterránea construida para sobrevivir a un holocausto nuclear.
- The Underland Chronicles (2003–2007) por Suzanne Collins cuenta la historia de una guerra entre los humanos y las ratas en una ubicación debajo de la ciudad de Nueva York, llamada Underland.
- Metro 2033 (2005) y Metro 2034 (2009) por Dmitri Glujovski son novelas posapocalípticas de una guerra nuclear qué describe a los últimos humanos restantes que luchan para sobrevivir en el sistema de metro debajo de Moscú, dado que la superficie quedó demasiado irradiada para que los humanos puedan sobrevivir.
- Against the Day (2006) por Thomas Pynchon hace extensas menciones del interior de la Tierra como un lugar por explorar, que posee mares interiores en la Tierra. Mason & Dixon (1997) de Pynchon también utiliza la idea de una Tierra hueca como el último bastión mágico del planeta contra los cálculos de la mayoría de hombres de ciencia eminentes de la superficie.
- En The White Darkness (2007) de Geraldine McCaughrean, los protagonistas emprenden un viaje para encontrar un agujero hacia el interior de la Tierra hueca.
- El libro More Information Than You Require de 2008 de John Hodgman indica que el interior vacío de la Tierra es el hogar subterráneo de los Hombres-Topo. En el centro de esta Tierra hueca se halla un sol pequeño y rojo.
- La batalla del laberinto (2008), el cuarto libro en la serie Percy Jackson and the Olympians de Rick Riordan, gira en torno a los intentos de los protagonistas para navegar a través del Laberinto sobrenatural ubicado bajo los Estados Unidos.
- La serie Silo narra sobre la vida humana posapocalíptica en una ciudad subterránea que se extiende ciento cuarenta y cuatro historias bajo la superficie.
- La novela The Stars Are Legion de 2017 de Kameron Hurley tiene lugar en un mundo alienígena, con varias sociedades subterráneas separadas sobre las que la protagonista tiene que abrirse camino a través de en un viaje largo de regreso a la superficie.
- La saga de libros de Túneles (novela), hecha por Roderick Gordon y Brian  Williams en 2005. Transcurre en un mundo desconocido y sociedades secretas bajo el suelo de Londres. Y hay un mundo secreto en el interior de la tierra, hay referencias a la Creencia en la Tierra hueca.

## Cómics
- Una historia de cómic sobre Scrooge McDuck por Carl Barks, llamada "Land Beneath the Ground!" (1956) describe un mundo subterráneo poblado por criaturas humanoides quiénes ocasionan los terremotos.
- La serie de cómics Les Terres Creuses por los escritores de cómics belgas Luc y François Schuiten presenta varios escenarios de Tierra hueca.
- El universo de Hellboy presenta la Tierra hueca como parte importante de su propia mitología. Se introdujo primero durante la miniserie B.P.R.D.: Hollow Earth de 2002, cuándo el equipo viajó dentro al interior de unas cavernas enormes dentro de la Tierra, donde descubrieron una raza de personas que habían sido creadas artificialmente por los Hiperbóreanos antiguos.
- Una aventura del héroe de estilo pulp Tom Strong de Alan Moore implicaba un pasaje hacia el interior de la Tierra hueca ubicada en el Ártico, por donde varios nazis habrían huido después del final de la Segunda Guerra Mundial, solo para ser devorados por sus habitantes. Mucho de esa historia consiste en discutir los conceptos variados sobre la Tierra hueca ya mencionados arriba en las secciones anteriores. (Tom Strong's Terrific Tales #1)
- En la década 1970, el artista de cómics Mike Grell produjo el cómic Warlord, sobre un piloto quién se encuentra en Skartaris, un mundo de espada y brujería alcanzado a través de una abertura en el Polo Norte. Aunque primero fue creído como el interior de la Tierra hueca, Skartaris fue más tarde revelado como siendo en realidad una dimensión paralela.
- Marvel Comics presenta varios imperios subterráneos en Subterranea, con cada uno gobernado por villanos como el Hombre Topo o Tyrannus.
- El webcomic Overcompensating tuvo referencias a teorías de la Tierra hueca en su tira para agosto de 2006.
- Super Dinosaur ha mostrado que la Tierra es un planeta con un planeta en su interior.
- El webcomic Mare Internum sigue las aventuras de dos científicos atrapados en el mundo subterráneo de Marte.

## Películas
- El serial The Phantom Empire de 1935 combina un musical western con elementos de trama subterránea adaptados vagamente de la obra The Coming Race de Bulwer-Lytton.
- El cortometraje Superman and the Mole Men de 1951 postula una raza de personas pequeñas que viven dentro de una Tierra hueca. El filme fue más tarde reconfigurado a un episodio de televisión de dos partes titulado The Unknown People, con la mayoría, si es que no todas las referencias explícitas a los "Hombres Topo" extirpadas.
- La película Unknown World de 1951 es la historia de una tripulación pequeña en un vehículo perforador explorando para un refugiado de la guerra nuclear, y encontrando cavernas grandes de profundidades enormes.
- La película The Mole People de 1956 tiene una introducción por Franco C. Baxter ("Dr. Research") explicando la historia de las teorías de la Tierra hueca.
- La película Journey to the Center of the Earth de 1959 es probablemente la adaptación más conocida de la novela homónima de Julio Verne.
- La película The Time Machine de 1960 está basada en la novela homónima de H.G. Wells y presenta a los Morlocks, moradores del subterráneo.
- La película Beneath the Planet of the Apes de 1970 es la segunda película en la serie Planet of the Apes original, y presenta una ciudad subterránea habitada por humanos mutantes con poderes psíquicos.
- La película THX 1138 de 1971 es una película de ciencia ficción estadounidense ambientada en un futuro distopico en el cual la población viven en regiones subterráneas y está controlada a través de agentes de policía androides y el uso obligatorio de fármacos que suprimen emociones, incluyendo al proscrito deseo sexual.
- La película Godzilla vs. Megalon de 1973 involucra a los seatopianos.
- La película At the Earth's Core de 1976 está basada en la novela homónima de Burroughs.
- La película What Waits Below de 1984 describe el descubrimiento de una raza perdida de seres albinos sin piel.
- La película animada Atlantis: El imperio perdido de 2001 tiene a los protagonistas descubriendo un pasaje a la antigua civilización de Atlantis en el Centro de la Tierra.
- En la película El núcleo de 2003, un equipo especial tiene la misión para perforar hacia el centro de la Tierra para restablecer la rotación del núcleo de la Tierra.
- La película de terror japonesa Marebito de 2004, dirigida por Takashi Shimizu, hace referencia a la hipótesis de la Tierra hueca.
- La película La Isla de 2005 es una película de ciencia ficción-thriller estadounidense dirigida por Michael Bay, protagonizada por Ewan McGregor y Scarlett Johansson.
- La película de The Asylum titulada Viaje al centro de la Tierra de 2008 presenta un ecosistema prehistórico subterráneo basada en una novela de Julio Verne del mismo nombre.
- La película City of Ember de 2008 es la historia de supervivencia de una ciudad subterránea de fantasía.
- La película Ice Age: Dawn of the Dinosaurs de 2009 presenta un mundo subterráneo donde los dinosaurios han sobrevivido al Terciario.
- La película anime Hoshi wo Ou Kodomo de 2011 presenta la travesía de un grupo hasta Agartha.
- La película anime Patema Invertida de 2013 presenta una civilización que vive en un sistema de túneles y cavernas subterráneos profundos.
- La película animada Cómo entrenar a tu dragón 3 de 2019 presenta un "mundo escondido", que es un mundo subterráneo habitado por dragones y solo accesible por una caldera volcánica ubicada en medio del océano.

- En la película de 2018 Aquaman se muestra a los protagonistas llegar al "Mar Oculto" que está en el centro de la Tierra.
- La Tierra hueca es un elemento de trama importante de la franquicia cinematográfica MonsterVerse. La película Kong: La Isla Calabera de 2017 ubica a la Isla Calavera encima de un pasaje de entrada a la Tierra hueca, que es responsable de su población de monstruos gigantes e híbridos plantas/animales.
  - En Godzilla: El Rey de los Monstruos (2019) se nos explica brevemente el origen de Godzilla y los otros Titanes.
  - La película Godzilla vs. Kong de 2021 presenta una expedición al interior de la Tierra hueca para explotar una fuente de energía misteriosa y encontrar el hogar ancestral de Kong. Debido a un fuerte efecto gravitacional inverso, Apex Cybernetics ha desarrollado HEAVs, los cuáles se especializan en naves capaces de resistir la enorme presión ejercida por el campo de gravedad.
  - En la nueva película de la franquicia del MonsterVers, Godzilla x Kong: El Nuevo Imperio es el lugar de origen Skar King, un gorila gigante que quiere conquistar la superficie junto con un ejército de Kongs y un titán colosal.

## Televisión
- La serie animada francesa Les Mondes Engloutis involucra a sus protagonistas descendiendo a través de un inmenso laberinto de cuevas hasta un mundo subterráneo de tiempo y espacio diferentes, habitado por varias razas diversas de seres.
- En el episodio "Turtles at the Earth's Core" de la serie animada Teenage Mutant Ninja Turtles de 1987-1996, las Tortugas Ninja descubren una caverna en el interior de la Tierra donde los dinosaurios todavía sobreviven.[3]
- En episodio "Journey to the Center of Acme Acres" de Tiny Toon Adventures, una serie de terremotos sacude la ciudad, causando que Hamton y Plucky caigan por el interior de un cráter en la tierra. Ellos caen durante horas antes de que finalmente lleguen al centro, el cual esta vacío.
- Cleopatra 2525
- La serie animada Justice League Unlimited presentó la ubicación Skartaris.
- La serie de libros y anime Spider Riders tener lugar en un "Mundo Interior" habitado por humanos, arañas de batalla cibernéticas, e insectos inteligentes.
- La serie anime Gaiking: Leyenda de Daiku-Maryu tiene a los protagonistas pasando mucho de su tiempo en una Tierra hueca llamada Darius, hogar de un imperio de humanoides que actualmente están amasando una fuerza armada para invadir y conquistar el mundo de la superficie.
- La serie Transformers: Cybertron presenta a un personaje, la Profesora Lucy Suzuki, quién cree en la teoría de Tierra Hueca.
- La serie anime Gurren Lagann esta ambientada inicialmente en una civilización subterránea debido a que la superficie del mundo esta gobernada por Lordgenome.
- Sanctuary tiene una trama durante su tercera temporada que involucra a Helen Magnus y su equipo hallando y visitando la Tierra hueca.
- En Doctor Who (2010), los episodios "La Tierra hambrienta" y "Sangre fría" tienen lugar en una ciudad subterránea poblada por Silurians, una raza de humanoides reptilianos quiénes han estado invernando durante millones de años y quieren tener su planeta de vuelta de las manos de aquellos "primitivos descendientes de los simios" quiénes han evolucionado y tomado el dominio (es decir, la humanidad). Los Silurians y sus primos acuáticos los Diablos de Mar también aparecieron en la serie original de Doctor Who - en los episodios "Doctor Who and the Silurians" (1970), "The Sea Devils" (1972) y "Warriors of the Deep" (1984).
- En Detentionaire, el antagonista principal de la serie conocido como "Su Eminencia" es de una raza antigua de humanoides reptilianos perdida hace mucho tiempo ya, quienes se retiraron bajo la Tierra y permanecieron inactivos durante miles de años.
- La serie animada Billy Dilley's Super-Duper Subterranean Summer tiene lugar en un mundo subterráneo llamado Subterranea-Tania, donde los personajes principales quedan atrapados debido a un proyecto de ciencias que sale mal.
- La trama de la serie anime Made in Abyss tiene lugar en un abismo muy profundo donde se pueden encontrar residentes muy inusuales y tesoros llamados "reliquias"

## Juegos
- Los videojuegos interactivos en la serie Zork para PC se desarrollan en Great Underground Empire (español: Grandioso Imperio Subterráneo).
- El escenario de campaña Mystara para el juego de rol Dungeons & Dragons incluyó una expansión titulada Hollow World, presentada en Hollow World Campaign Set.
- El videojuego de rol Final Fantasy IV para Super Nintendo Entertainment System (estrenado inicialmente en occidente con el título "Final Fantasy II") presenta un mundo subterráneo que está habitado por enanos.
- En el videojuego Ultima Underworld: The Stygian Abyss de 1992 se desarrolla en un sistema de cuevas enorme que contiene los restos de una civilización utópica fallida.
- En Mage: The Ascension, la Tierra Hueca existe como una realidad alterna, pero virtualmente todas las maneras de acceder hasta allí sin magia han cesado de existir en la Edad Moderna porque las personas ya no creen que la Tierra pueda estar hueca.
- En la serie de videojuegos de aventura Myst, la civilización D'ni yace en una caverna enorme debajo el estado de Nuevo México en los Estados Unidos.
- El videojuego EarthBound para Super Nintendo Entertainment System presenta al escenario así llamado "Lost Underworld" (español: Mundo Subterráneo Perdido), qué se parece a una jungla prehistórica en donde todavía viven dinosaurios.
- El videojuego Terranigma para Super Nintendo Entertainment System presenta ambos una Tierra hueca y una Tierra normal.
- La serie Avernum, así como su serie predecesora Exile, se ambientan en una nación basada en un sistema de cavernas utilizado originalmente como colonia penal.
- El videojuego Breath of Fire: Dragon Quarter para PlayStation 2 se desarrolla enteramente en un mundo subterráneo, donde los personajes principales intentan llegar a la superficie.
- Arx Fatalis tiene lugar casi enteramente en un escenario subterráneo.
- Hollow Earth Expedition es un juego de rol relacionado con el estilo de la era pulp.
- En el videojuego Aion: Tower of Eternity, el mundo de Atreia solía ser un planeta hueco con la Torre en su interior, conectando los hemisferios del norte y del sur juntos, proporcionando luz y calor a las criaturas que habitan en el interior del planeta.
- La trama de Subterranean Animism, la undécima entrega en la serie de videojuegos Touhou Project, gira alrededor del personaje principal que desciende al subterráneo hasta las profundidades del infierno para impedir que ocurra un acontecimiento apocalíptico posible.
- El escenario principal del juego de rol de mesa Pathfinder, Golarion, presenta un mundo subterráneo extenso conocido como Darklands. La región más profunda de Darklands, llamado como Orv, consta de una serie de cavernas (referidos con el nombre Bóvedas) de aproximadamente el tamaño de las naciones de la superficie, hogar a una variedad de entornos, criaturas y culturas ambos alienígenas.
- Los videojuegos Dragon Age: Origins y The Elder Scrolls V: Skyrim ambos presentan una ciudad subterránea, junto con otras cuevas sumamente profundas.
- El videojuego Fallen London para navegadores, así como su spin-off roguelike titulado Sunless Sea, se ambienta en una realidad de historia alterna en donde la Londres victoriana esta ahora localizada una milla bajo la superficie, en el interior de una caverna enorme referida coloquialmente como "Neath", dominada por un océano subterráneo grande.
- The Secret World es un MMORPG donde la Tierra hueca sirve como hub central, dejando así al jugador viajar entre las diferentes áreas del mundo exterior. En su reboot Secret World Legends, ha sido rediseñado para ser el sitio central para el comercio, encuentros y servicios.
- En el videojuego de rol Undertale, el personaje protagonista cae desde la superficie en las profundidades de Underground, un reino subterráneo qué sirve como el escenario para toda su trama. Este lugar está poblado por una sociedad de monstruos qué fueron desterrados allí por humanos en épocas antiguas.
- El juego de rol Underrail está ambientado en un futuro distante, donde la vida en la superficie de la Tierra ha sido imposible desde hace mucho tiempo ya y los restos de la humanidad ahora moran en el interior de un sistema vasto de estados de estaciones de metro.

## Música
- La banda de rock psicodélico Far East Family Band nombró a su álbum debut de 1975 con el título Chikyu Kudo Setsu, (español: Teoría de Tierra Hueca), a pesar de que el título inglés oficial era The Cave Down to Earth (español: La Cueva Abajo a Tierra). Las notas de manga del álbum refieren a historias familiares de entradas en los polos del norte y del sur, y de un civilización antigua que habita dentro de la Tierra con conexiones con los ovnis.[4]
- La banda Bal-Sagoth tiene, en su álbum The Chthonic Chronicles (2006), una canción sobre la Tierra hueca llamada "Invocations Beyond the Outer-World Night" (español: Invocaciones más allá de la noche del mundo exterior).
- Sunn O))) en su álbum Monoliths & Dimensions tiene una canción llamada "Aghartha".
- En el primer álbum completo de Coldplay,  Parachutes, contiene una canción llamada Spies. Puede referirse a una ubicación subterránea, pero la letra en sí misma es ambigua.
- Science Babble, en su álbum Membrana, tiene una canción llamada "Rock Bottom" que gira alrededor de la teoría de la Tierra hueca.

## Otros cuerpos celestes
La ficción subterránea también puede estar ambientada en el interior de otros cuerpos celestes:
- El ejemplo más común de un cuerpo celeste hueco, aparte de la Tierra, históricamente ha sido una Luna hueca. Plantear una atmósfera interior respirable permitía a varios escritores de ciencia ficción postular sobre la posibilidad de la vida lunar (incluyendo vida inteligente), a pesar de observaciones científicas de la superficie lunar como inhabitable. Ese subgénero murió en gran parte tras los aterrizajes de Luna reales.
- La serie Super Robot Wars de estrategia/RPG para consolas presenta un mundo de Tierra hueca llamado La Gias.
- El videojuego de rol Septerra Core tiene lugar en un mundo epónimo con siete capas separadas, similares a la teoría de Edmund Halley.
- El videojuego de aventura Torin Passage para PC presenta una representación de la teoría hueca del planeta ficticio Strata, similar a lo descrito por Edmund Halley.
- El planeta Naboo en Star Wars parece tener un "núcleo vacío", pero que está repleto de agua.
- En el episodio "For the World Is Hollow and I Have Touched the Sky" de la serie Star Trek original, aparece un planeta hueco-nave espacial creado artificialmente, cuyos habitantes creen falsamente que están viviendo en la superficie de un planeta.
- "World Without Stars", el tercer volumen de la serie francesa de novelas espaciales "Valérian –  spatiotemporal agent", tiene lugar principalmente dentro de un planeta hueco habitado por una cultura matriarcal y una cultura patriarcal continuamente en guerra entre ambas.